# Altorilievo

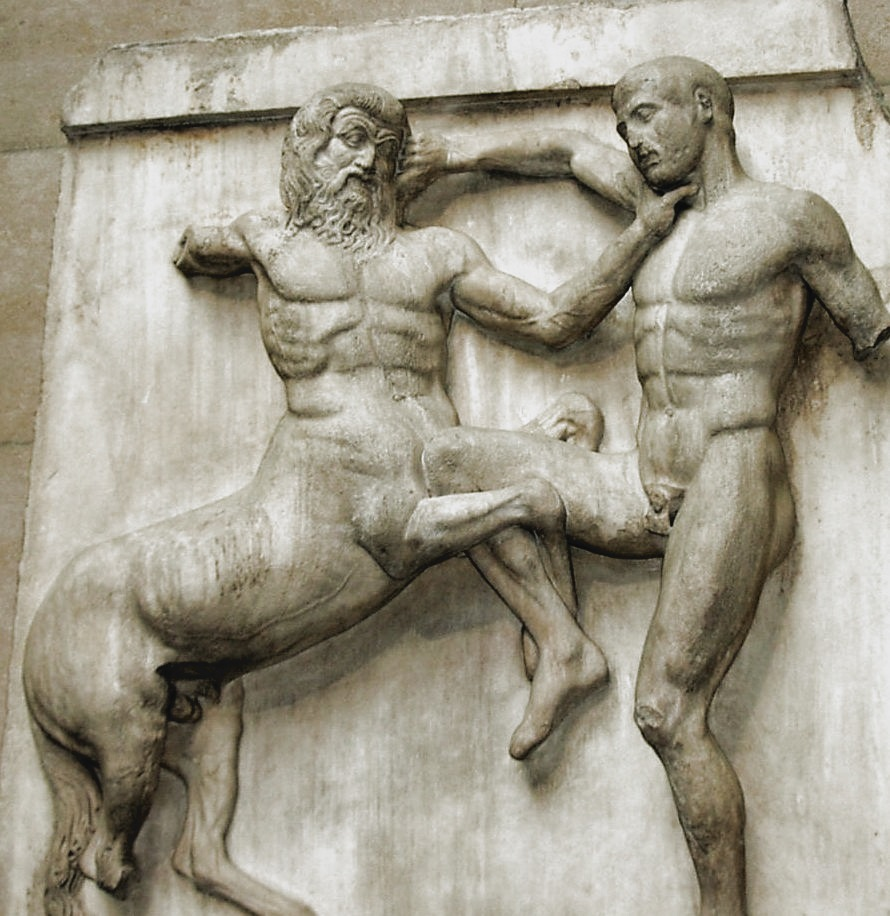
Metopa del Partenone raffigurante la lotta tra un Centauro e un Lapita (Londra, British Museum)

L'altorilievo è una tecnica scultorea in cui le figure modellate si staccano con rilievo evidente (per circa tre quarti del loro spessore o con parti a tuttotondo) rispetto al piano di fondo.
Nella scala delle rappresentazioni plastiche, la tecnica dell'altorilievo è situata tra la tecnica della scultura a tutto tondo (non vincolata a uno sfondo) e quella del bassorilievo; è caratterizzata da figure molto aggettanti, con parti che sporgono completamente (nel caso di figure umane, teste, braccia, ecc.) rappresentate senza alterazioni proporzionali o schiacciamento, che paiono emergere dalla linea del piano di fondo.
Se da un punto di vista tecnico, l'altorilievo ha significato una tendenza sempre crescente della scultura indirizzata verso il plasticismo, da un punto di vista storico, ha svolto un ruolo intermedio fra la stilizzazione, gli schematismi e i simbolismi delle civiltà antiche e l'introduzione dell'immagine umana che assurge ad un valore artistico proprio.
L'utilizzo dell'altorilievo corrisponde alla scoperta delle tre dimensioni e all'approfondimento dell'anatomia correlato al rispetto delle leggi naturali.
Non è un caso, se i momenti più fertili dell'altorilievo corrispondano al razionalismo greco, all'Ellenismo, al Rinascimento ed al Barocco.

## Galleria d'immagini

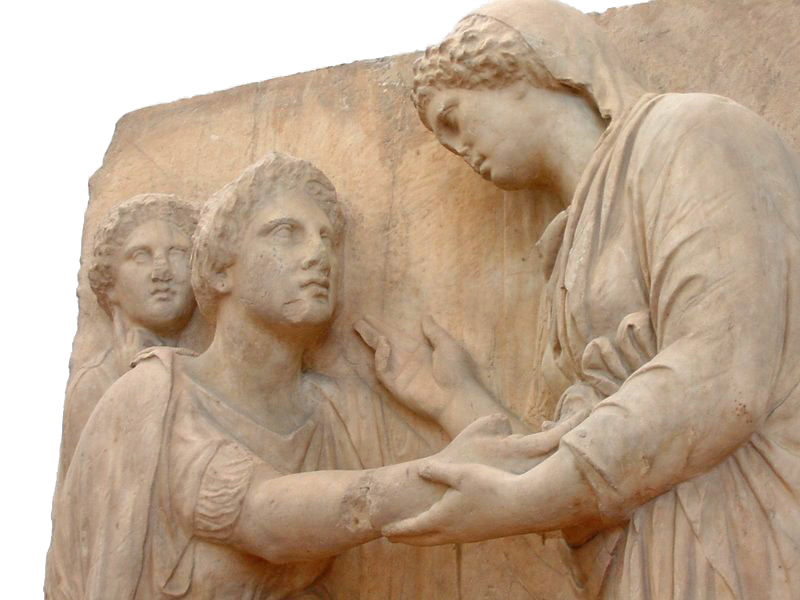
Altorilievo tratto da un monumento funebre romano
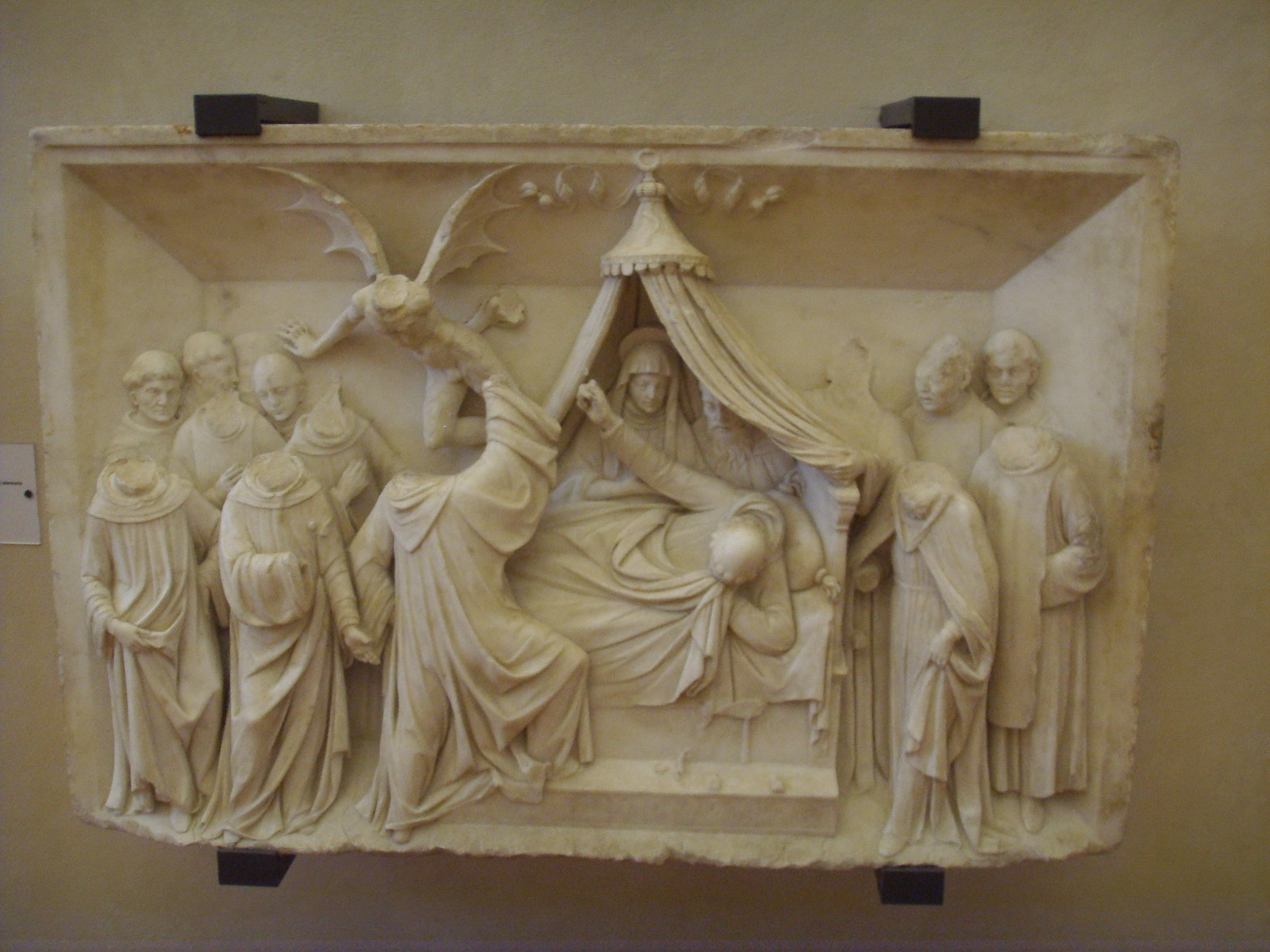
Altorilievo dall'arca di San Giovanni Gualberto, Benedetto da Rovezzano
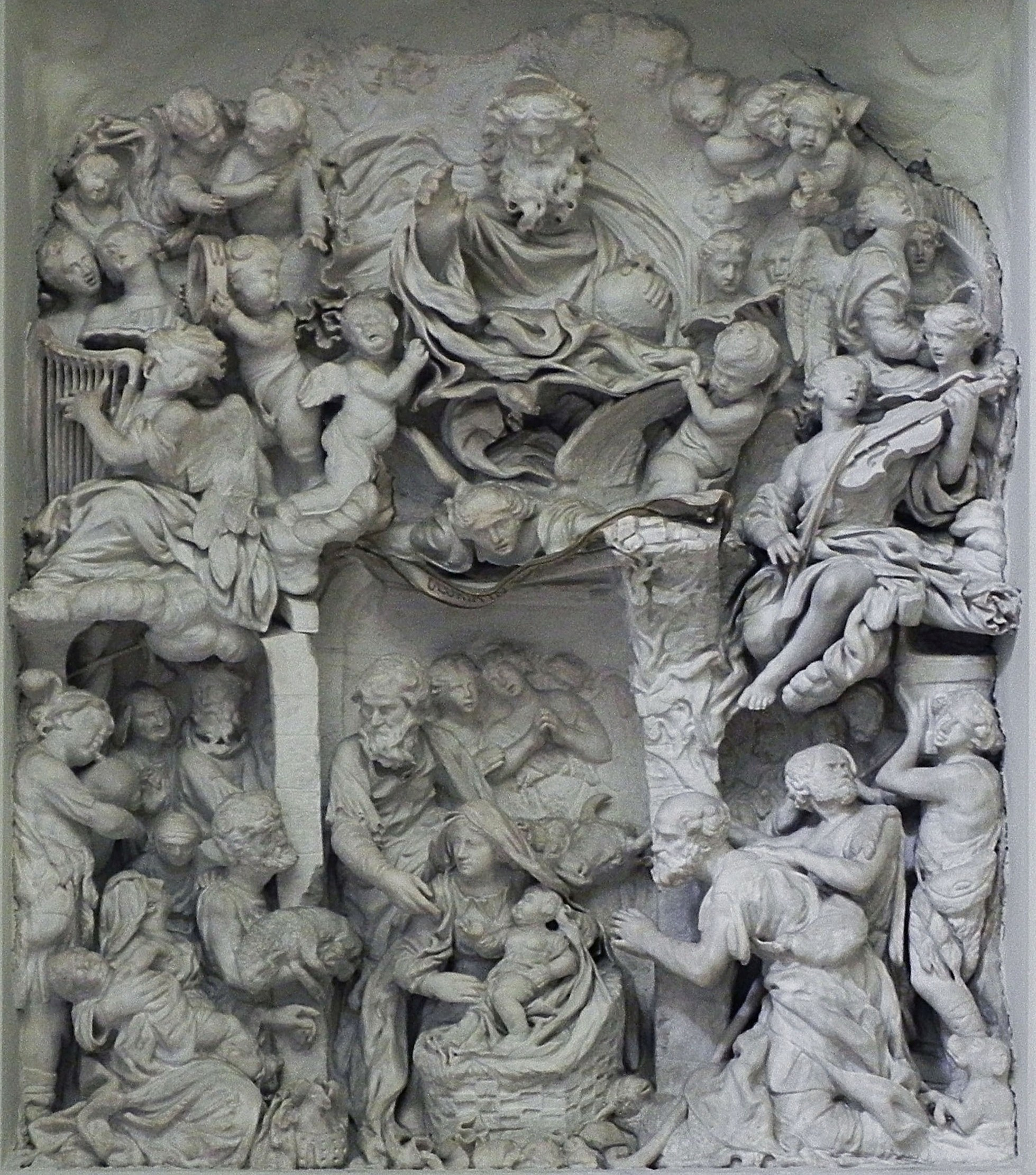
"Adorazione dei pastori", altorilievo in marmo di Francesco Grassia del 1674